# Conocrinus cabiochi
Conocrinus cabiochi is een haarster uit de familie Bourgueticrinidae.
De wetenschappelijke naam van de soort werd in 1976 gepubliceerd door Roux.